# Seenotrettungsstation Büsum
Die Seenotrettungsstation Büsum wird betrieben durch die Deutsche Gesellschaft zur Rettung Schiffbrüchiger (DGzRS), die zu diesem Zweck im Hafen von Büsum einen Seenotrettungskreuzer (SRK) stationiert hat. Dieser dient der Sicherung des See- und Wattengebiets der Nordsee vor der schleswig-holsteinischen Westküste zwischen der Halbinsel Eiderstedt und der Elbmündung in Dithmarschen. Wie alle Seenotkreuzer der DGzRS hat das Schiff eine fest angestellte, rund um die Uhr (24/7) einsatzbereite Besatzung.

## Alarmierung
Insgesamt stehen sieben hauptamtliche Seenotretter zur Verfügung, die sich schichtweise alle 14 Tage ablösen. Weitere Freiwillige können bei Bedarf die Besatzung verstärken. Die diensthabenden drei Personen hören ständig den Schiffsfunk mit, um im Notfall sofort den Seenotkreuzer zu besetzen. Die Alarmierung erfolgt ansonsten durch die Zentrale der DGzRS in Bremen, wo die Seenotleitung Bremen (MRCC Bremen) permanent alle Alarmierungswege für die Seenotrettung überwacht.

## Aktuelle Rettungseinheit
Hinter dem Vorhafen und der Hafenschleuse mit dem charakteristischen Schleusenturm liegt seit Januar 2011 an der Hafenwestseite die THEODOR STORM. Der Kreuzer ist der dritte Neubau der aktuellen 20-Meter-Klasse von der Fassmer-Werft in Berne. Sein Name soll an den bekannten Juristen und Schriftsteller Theodor Storm erinnern, der in der nächsten Hafenstadt Husum geboren wurde. Durch einen Dieselmotor mit 1675 PS (1232 kW) Leistung wird mit Hilfe eines Festpropellers eine maximale Geschwindigkeit von 22 Knoten (ca. 40 km/h) ermöglicht. Der Treibstoffvorrat reicht dabei bis zu 450 Seemeilen (rd. 830 Kilometer). Die Schiffskonstruktion ist speziell für den Einsatz im Küstengebiet ausgelegt und kann auch heftige Grundberührungen schadlos überstehen. Wie alle Seenotkreuzer der DGzRS ist er als Selbstaufrichter konstruiert.
Wenn der Tiefgang von 1,30 Meter nicht zur Verfügung steht kommt das offene Arbeitsboot Nis Puk zum Einsatz, das einsatzbereit in der Heckwanne liegt. Das 4,80 Meter lange Festrumpfschlauchboot besitzt einen Jetantrieb, der für 30 Knoten Fahrt sorgen kann. Aufgrund der Größe des Kreuzers lebt die Besatzung nicht auf dem Boot, sondern im Stationsgebäude. Dazu nutzt die DGzRS seit 2008 das ehemalige Schleusenhaus in der Nähe des Anlegers, in dem die Gemeinde Büsum ein Informationszentrum zum Wattenmeer betreibt. Vor 2008 lag die Rettungseinheit auf der Ostseite der Schleuse. Da bei Sturmflut das Sperrwerk geschlossen wird liegt während dieser Zeit der Seenotkreuzer auf Reede vor dem Hafen.

## Einsatzgebiet und Zusammenarbeit
Haupteinsatzgebiet ist das Wattenmeer mit der Meldorfer Bucht zwischen Eidersperrwerk und Friedrichskoog. Zahlreiche Sandbänke und Priele kennzeichnen das Gebiet, das durch die Gezeiten ständig verändert wird. So „bewegt“ sich beispielsweise die vorgelagerte Insel Trischen etwa drei Meter im Monat auf das Festland zu. Bei Ebbe fällt das Gebiet teilweise trocken und an den Flachstellen oder engen Prielen können Schiffe leicht fest kommen.
Der Einsatz der Seenotretter wird hauptsächlich von den Krabbenkutter ausgelöst, die wegen Motorproblemen, Netz im Propeller oder anderen Notfällen an Bord den Notruf betätigen. Daneben besteht Freizeitverkehr von Motor- und Segelbooten und es sind die amtlichen Schiffe vom Zoll und der Wasser- und Schifffahrtsverwaltung unterwegs. In der Sommersaison fährt vom Hafen Büsum ein Fahrgastschiff nach Helgoland.

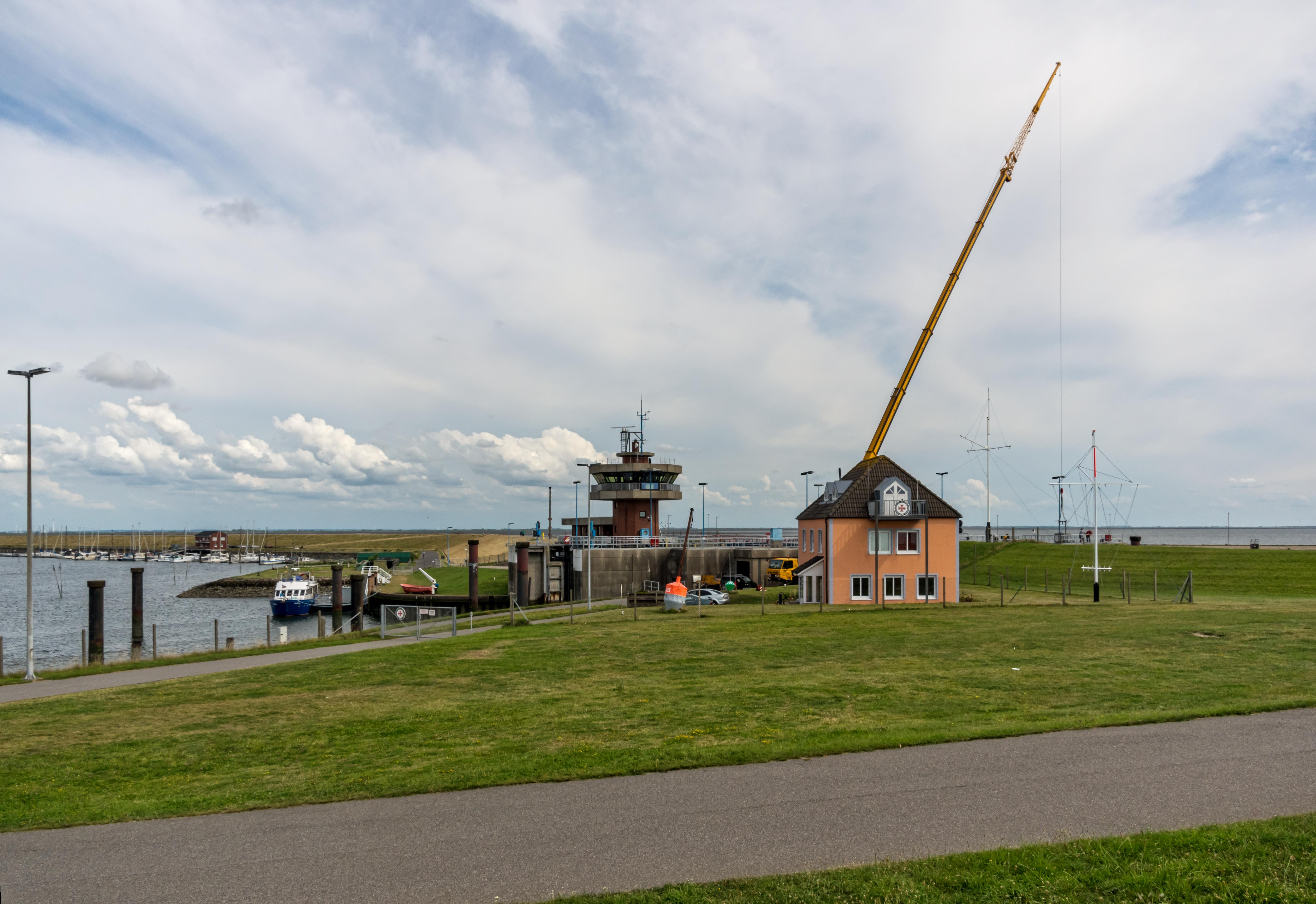
Stationsgebäude am Anleger

Bei größeren Rettungs- oder Suchaktionen erfolgt eine gegenseitige Unterstützung durch die benachbarte Station:
- Kreuzer der Seenotrettungsstation Deutsche Bucht/Helgoland
- Kreuzer der Seenotrettungsstation Cuxhaven
- Boot der Seenotrettungsstation Eiderdamm

## Seenotrettungsstation Dithmarschen
Südlich von Büsum bestand viele Jahre auch in Friedrichskoog eine DGzRS-Station mit eigenem Motorrettungsboot. 1958 legte die DGzRS die Stationen von Büsum und Friedrichskoog zusammen und benannte sie als „Seenotrettungsstation Dithmarschen“. Je nachdem, wer von den beiden Vormännern Dienst hatte lief das Motorrettungsboot von Büsum oder Friedrichskoog aus. Nachdem der Hafen von Friedrichskoog immer mehr versandete lag das Rettungsboot nur noch in Büsum an der Schleuse und die „Seenotrettungsstation Friedrichskoog“ wurde aufgegeben.

## Stationierte Rettungseinheiten
| Stationierung von Motorrettungsbooten                           |                                                                    |                                                                    |                                                                    |                                                                    |                                                                    |                                                                    |                                                                    |
| Zeitraum                                                        | Schiffsname                                                        | Reg.-Nr.                                                           | Länge oder Klasse                                                  | Anz. Motoren ges. Leistung                                         | Geschw.                                                            | vorige Station                                                     | Verlegung nach oder Verbleib                                       |
| 1911 → 1912                                                     | CARL VON LINGEN                                                    | KR II                                                              | 10,63 Meter                                                        | 1 → 35 PS                                                          | ? kn                                                               | Einbau Motor                                                       | → Friedrichskoog                                                   |
| 1912 → 1937                                                     | THEODOR GRUNER                                                     | KR III                                                             | 11,5 Meter                                                         | 1 → 35 PS                                                          | 7,0 kn                                                             | Neubau                                                             | → Wremen                                                           |
| 1938 → 1942                                                     | Carl LAEISZ (I)                                                    | KRD 402                                                            | 10,1 Meter                                                         | 1 → 28 PS                                                          | 8,0 kn                                                             | Wremertief                                                         | → Neuharlingersiel                                                 |
| 1942 → 1958                                                     | Carl LAEISZ (II)                                                   | KRB 204                                                            | 13-m-Serie                                                         | 1 → 110 PS                                                         | 8,5 kn                                                             | Neubau                                                             | → Wilhelmshaven                                                    |
| ab 1958                                                         | zusammen mit Friedrichskoog als Seenotrettungsstation Dithmarschen | zusammen mit Friedrichskoog als Seenotrettungsstation Dithmarschen | zusammen mit Friedrichskoog als Seenotrettungsstation Dithmarschen | zusammen mit Friedrichskoog als Seenotrettungsstation Dithmarschen | zusammen mit Friedrichskoog als Seenotrettungsstation Dithmarschen | zusammen mit Friedrichskoog als Seenotrettungsstation Dithmarschen | zusammen mit Friedrichskoog als Seenotrettungsstation Dithmarschen |
| 1958 → 1960                                                     | HINDENBURG (IV)                                                    | KRA 101                                                            | 17,5 Meter                                                         | 2 → 300 PS                                                         | 10,5 kn                                                            | Cuxhaven                                                           | → List                                                             |
| 1960 → 1981                                                     | RICKMER BOCK                                                       | KR B 208                                                           | 14-m-Serie (S)                                                     | 1 → 150 PS                                                         | 8,5 kn                                                             | von Amrum                                                          | ausgemustert, Museumsschiff                                        |
| als zweites Boot eines der neu entwickelten Seenotrettungsboote |                                                                    |                                                                    |                                                                    |                                                                    |                                                                    |                                                                    |                                                                    |
| 1972 → 1984                                                     | ILKA                                                               | KRST 22                                                            | 7-m-Klasse (I)                                                     | 1 → 54 PS                                                          | 10,0 kn                                                            | Neubau                                                             | → Juist                                                            |
| Stationierung von Seenotrettungskreuzern                        |                                                                    |                                                                    |                                                                    |                                                                    |                                                                    |                                                                    |                                                                    |
| 1981 → 1996                                                     | FRITZ BEHRENS                                                      | KRS 13                                                             | 23,3-m-Klasse                                                      | 1 → 1.944 PS                                                       | 20 kn                                                              | Neubau                                                             | → Greifswalder Oie                                                 |
| 1996                                                            | HANS LÜKEN                                                         | KRS 04                                                             | 19-m-Klasse                                                        | 1 → 830 PS                                                         | 18 kn                                                              | von Greifswalder Oie                                               | → Kreuzer ohne feste Station                                       |
| 1996 → 2011                                                     | HANS HACKMACK                                                      | SK 26                                                              | 23-Meter-Klasse                                                    | 2 → 2.700 PS                                                       | 23 kn                                                              | Neubau                                                             | → Grömitz                                                          |
| seit 2011                                                       | THEODOR STORM                                                      | SK 33                                                              | 20-Meter-Klasse                                                    | 1 → 1.675 PS                                                       | 22 kn                                                              | Neubau                                                             | auf Station                                                        |

Quellen: 

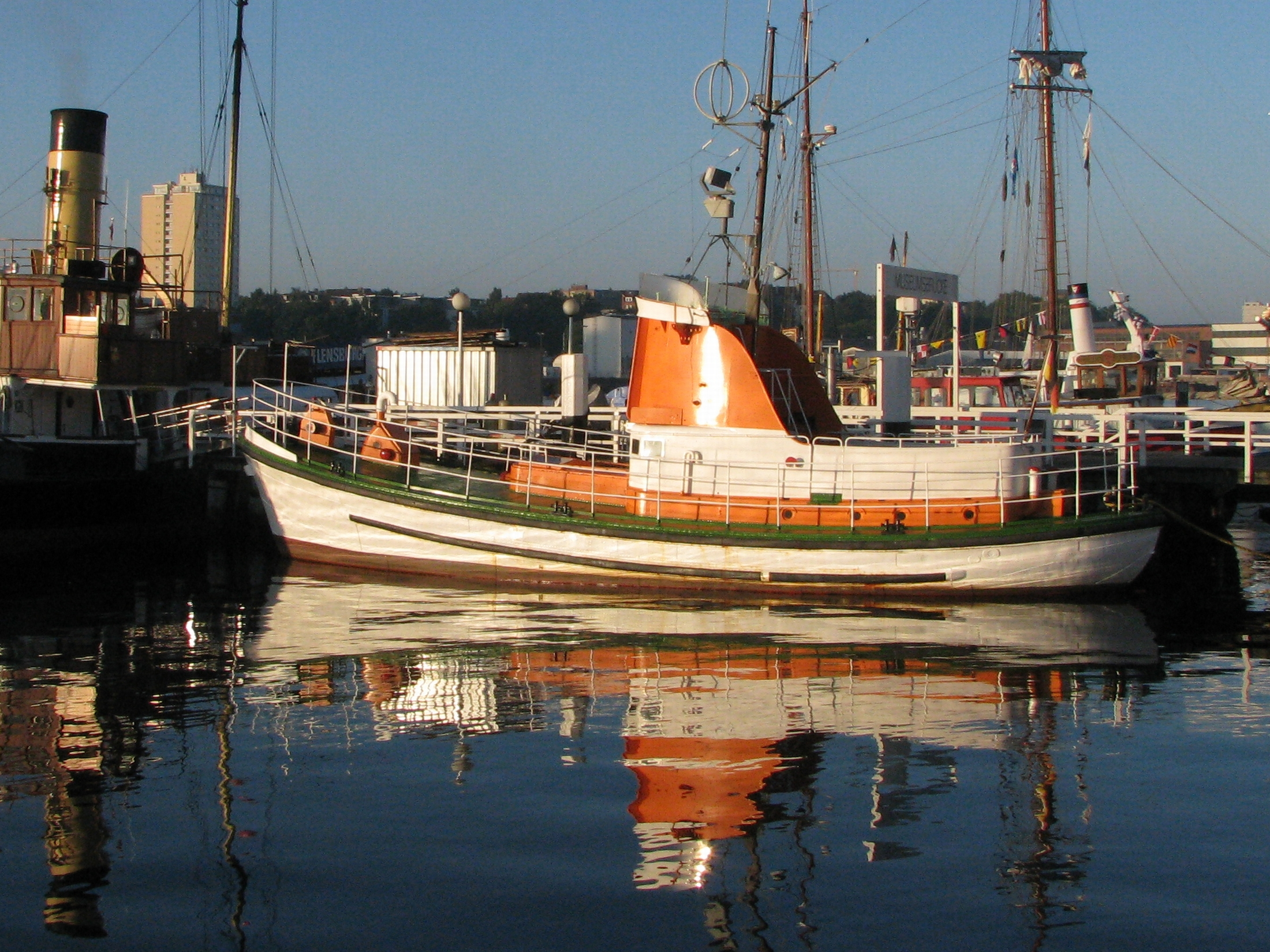
HINDENBURG (IV)
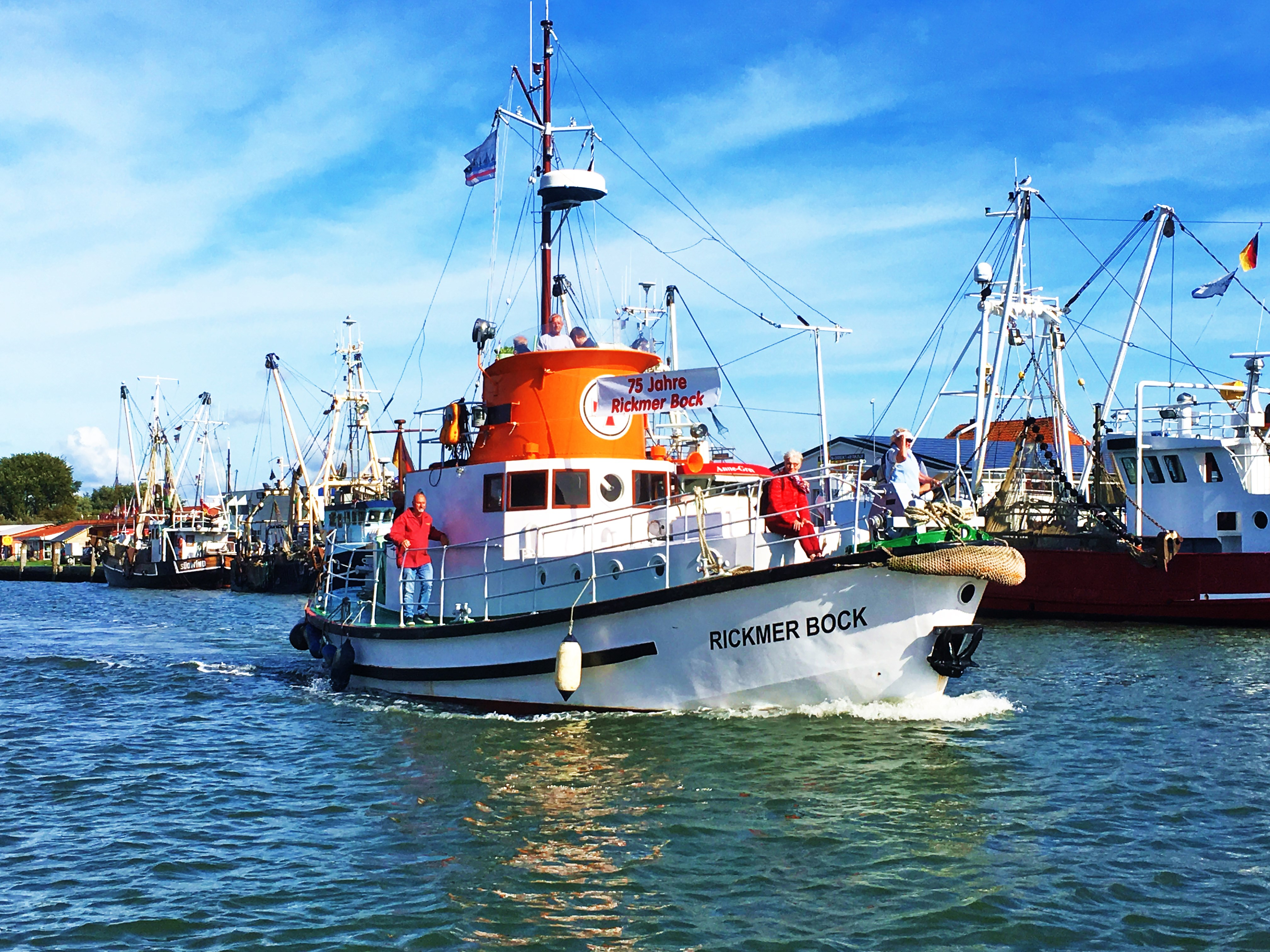
Die RICKMER BOCK in Büsum
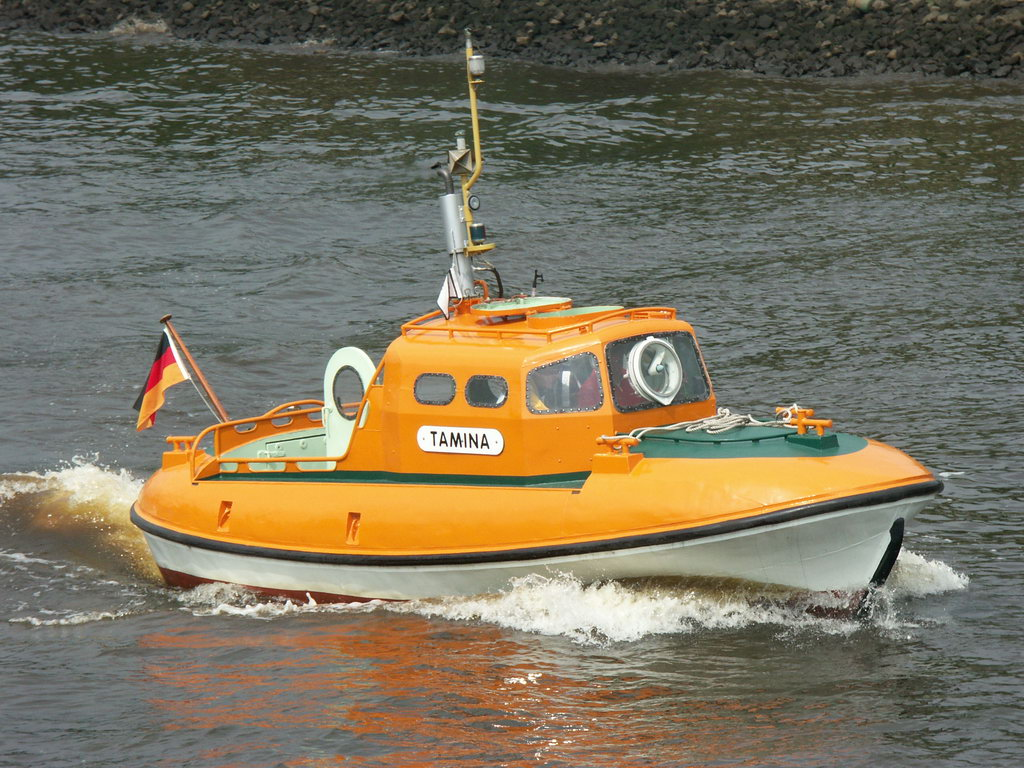
Typgleiches Boot der ILKA aus der 7-Meter-Klasse
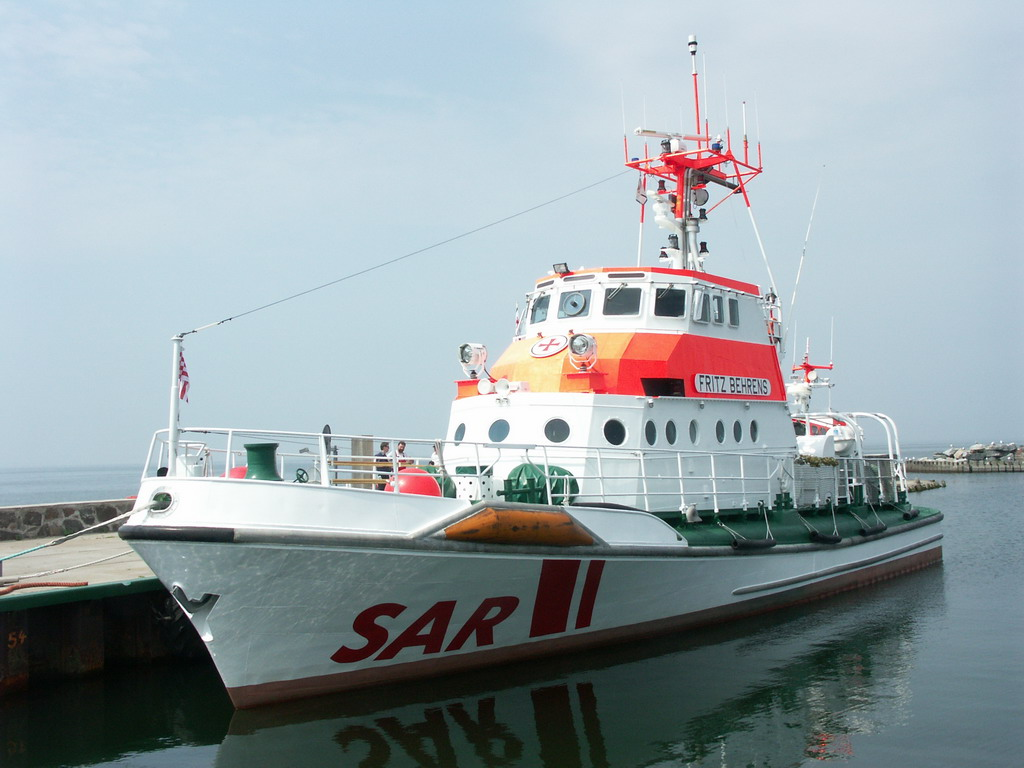
Die FRITZ BEHRENS nach der Reparatur
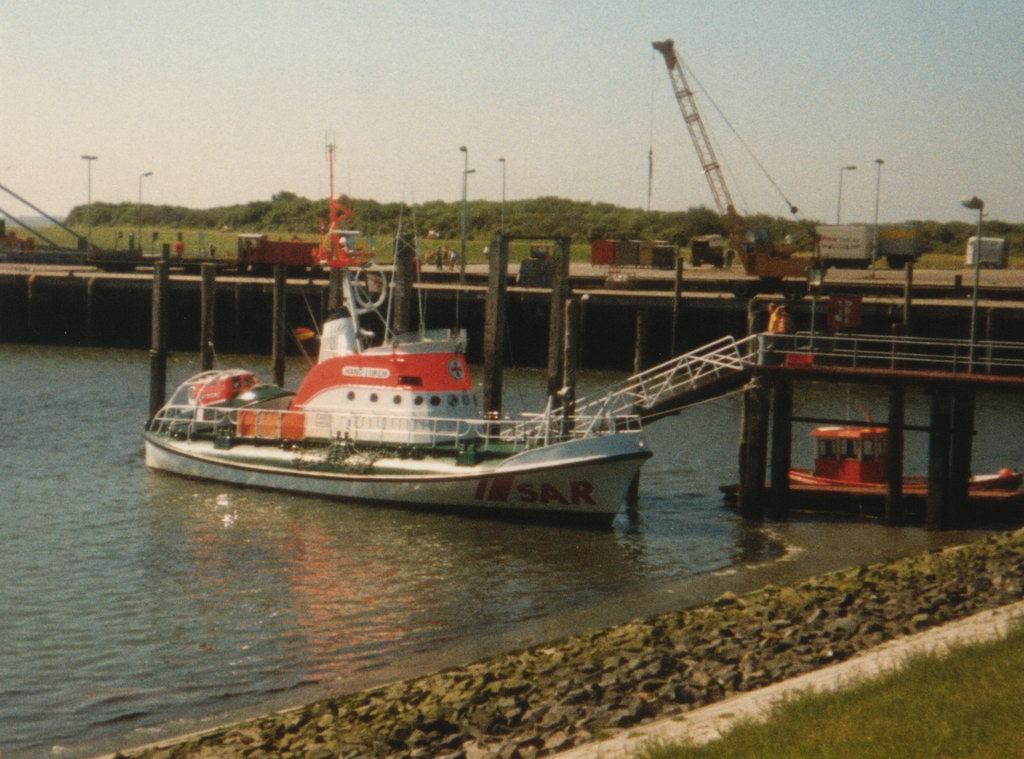
Die HANS LÜKEN
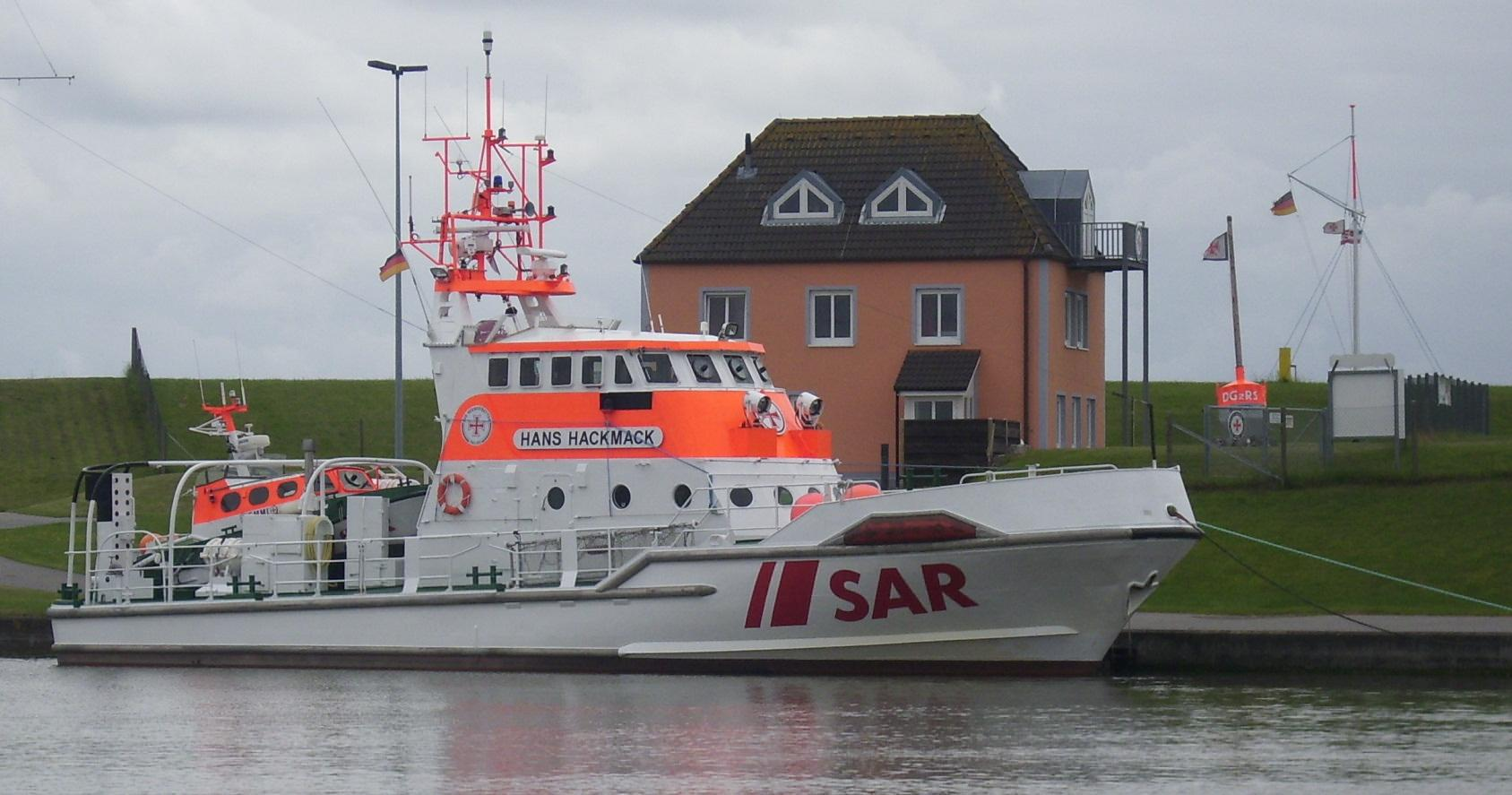
Die HANS HACKMACK in Büsum